# Nick Franglen
Nick Franglen (* 1965 Londýn) je britský hudebník, hudební producent a instalační umělec. Byl dlouholetým členem hudební skupiny Lemon Jelly a řadu let spolupracoval s velšským hudebníkem Johnem Calem.

## Život
Během devadesátých let spolupracoval jako programátor hudby s mnoha skupinami, mezi které patří například Furslide, Blur, Primal Scream, Hole, duo Booth and the Bad Angel či hudebníci José Padilla a David McAlmont. V roce 1998 založil spolu s Fredem Deakinem elektronické duo nazvané Lemon Jelly. Pod hlavičkou tohoto projektu vydal řadu nahrávek, ale po deseti letech existence duo přestalo vystupovat. Roku 2006 produkoval album Born in the U.K. anglického písničkáře Badly Drawn Boye. O dva roky později byl producentem nahrávky The Water písničkáře Colina MacIntyra. Roku 2014 hrál na harmonium na eponymním albu rockové skupiny Silver Servants. Od roku 2006 působí v duu Blacksand.
V roce 2003 produkoval album HoboSapiens velšského hudebníka a producenta Johna Calea, se kterým několikrát spolupracoval i později. V roce 2003 s ním vystoupil v pořadu Later... with Jools Holland, kde spolu hráli píseň „E Is Missing“. Dále spolu vystupovali v říjnu roku 2010 v Melbourne. V srpnu 2013 hrál Franglen během koncertního představení Caleova alba Music for a New Society z roku 1982. Rovněž několikrát vystoupil na Calem pořádaném festivalu Life Along the Borderline. V září roku 2014 se účastnil dvou Caleových vystoupení v londýnském sále Barbican, kde bylo představeno audiovizuální dílo LOOP – 60Hz: Transmissions from The Drone Orchestra. Znovu s ním hrál dne 3. dubna 2016, při němž Cale se svou kapelou a hosty hrál písně z prvních dvou alb kapely The Velvet Underground.
Roku 2010 představil vlastní projekt, při němž hrál čtyřiadvacet hodin dlouhou skladbu pro theremin pod mostem London Bridge. Podobný projekt později představil i pod mostem na Manhattanu.